# Тилапија
Тилапија (лат. Tilapia) је народни назив стотинак врста циклида (Cichlidae) из племена Coelotilapini, Coptodonini, Heterotilapini, Oreochromini, Pelmatolapiini и Tilapiini (раније су све биле сврстане у племе Tilapiini). Економски најзначајније врсте припадају племенима Coptodonini и Oreochromini. Тилапије су аутохтоне афричке врсте и гајене су на тим просторима и пре 3.000 година. После Другог светског рата производња се проширила на Азију и остатак света.

## Етимологија
Сам назив тилапија изведен је од имена рода Tilapia, које највероватније потиче од латинизоване цванске речи „thlapi” што значи риба. Род је 1840. именовао шкотски зоолог Ендру Смит.

## Врсте
Ранија систематика је све врсте тилапија сврставала у род Tilapia. Али су новија научна сазнања утицала на промену која је изведена према њиховом репродуктивном понашању, па је део врста издвојен у родове , и . Међутим, након ове измене било је очигледно да је род Tilapia и даље поли– или парафилетски. Због тога је 2013. извршена велика рекласификација врста које су сврставане у род Tilapia, па су многе пребачене у неколико других родова. Последично, ниједна од економски најзначајнијих врста није остала у роду Tilapia, већ су смештене у родове Coptodon, Oreochormis и Sarotherodon.
Пре најновије измене врсте су према њиховом репродуктивном понашању дељена на три рода:
- Врсте из рода Tilapia полажу јаја на подлогу у гнезда, а затим оба родитеља чувају и бране јаја и младе. Најпознатије су: црвеногруда (Tilapia rendaii), црвенотрба (Tilapia zillii), зебраста тилапија (Tilapia buttikoferi) и др.
- Врсте из родова Oreochromis и Sarotherodon су „усташице”, што значи да врше инкубацију икре у устима (одмах након оплођења у гнезду родитељи узимају икру у уста и држе је неколико дана).
  - Већина врста рода Sarotherodon су „двородитељске усташице”, што значи да оба родитеља узимају јаја у уста, рецимо  Sarotherodon galilaeus - Манго тилапија. А поједине као што је Sarotherodon melanotheron су „једнородитељске усташице” - само мужјаци брину о јајима и млађи.
  - Све врсте рода Oreochromis су „једнородитељске усташице”, односно само женке узимају јаја и инкубирају их у устима. Мужјаци се обично за то време скупљају у групе, где врше ритуално „одмеравање снага“, ишчекујући ново парење са женкама.

Најпознатије су: O. niloticus niloticus (нилска тилапија), O. mossambicus (мозамбичка тилапија), O. aureus (плава тилапија), O. urolepis hornorum (Хорнорум тилапија).
Данас готово све економски значајне врсте тилапија које се гаје у аквакултури припадају роду Oreochromis, а убедљиво најзаступљенија је нилска тилапија O. niloticus са 85%.

### Врсте према старијој класификацији
Неке од врста тилапија према старијој класификацији:
- Tilapia bakossiorum
- Tilapia baloni
- Tilapia bemini
- Tilapia bilineata
- Tilapia brevimanus
- Tilapia busumana
- Tilapia buttikoferi
- Tilapia bythobates
- Tilapia cabrae
- Tilapia cameronensis
- Tilapia camerunensis
- Tilapia cessiana
- Tilapia coffea
- Tilapia congica
- Tilapia dageti
- Tilapia deckerti
- Tilapia discolor
- Tilapia flava
- Tilapia guinasana
- Tilapia guineensis
- Tilapia gutturosa
- Tilapia hunteri
- Tilapia imbriferna
- Tilapia ismailiaensis
- Tilapia jallae
- Tilapia joka
- Tilapia kottae
- Tilapia louka
- Tilapia margaritacea
- Tilapia mariae
- Tilapia nigra
- Tilapia nyongana
- Tilapia rendalli
- Tilapia rheophila
- Tilapia ruweti
- Tilapia snyderae
- Tilapia sparrmanii
- Tilapia spongotroktis
- Tilapia tholloni
- Tilapia thysi
- Tilapia walteri
- Tilapia zillii
- Oreochromis niloticus niloticus
- Oreochromis mossambicus
- Oreochromis aureus
- Oreochromis urolepis hornorum
- Sarotherodon galilaeus
- Sarotherodon melanotheron